# CompactRISC
A CompactRISC egy a National Semiconductor által gyártott mikroarchitektúra-család. Az architektúrákat a RISC elveknek megfelelően tervezték, és leginkább mikrovezérlőkbe építve használják őket. A család szub-architektúrái a 16 bites CR16 és CR16C, valamint a 32 bites CRX. A magok szintetizálható Verilog formában is rendelkezésre állnak. Jelenleg a Texas Instruments gyártja, amely 2011 őszén felvásárolta a National Semiconductort.

## Fordítás
Ez a szócikk részben vagy egészben  a   CompactRISC című katalán Wikipédia-szócikk ezen változatának fordításán alapul.  Az eredeti cikk szerkesztőit annak laptörténete sorolja fel. Ez a jelzés csupán a megfogalmazás eredetét és a szerzői jogokat jelzi, nem szolgál a cikkben szereplő információk forrásmegjelöléseként.